# Mihalaki Georgiev
Mihalaki Georgiev (Vidin, 11 agosto 1854 – Sofia, 14 febbraio 1916) è stato uno scrittore bulgaro.

## Biografia

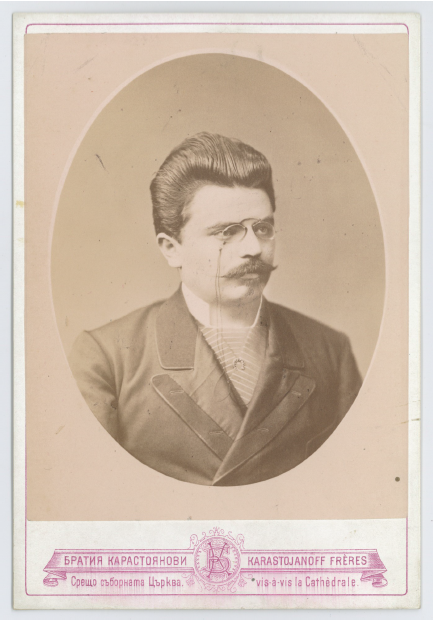
Mihalaki Georgiev nel 1882 circa

Mihalaki Georgiev si è laureato alla scuola industriale-agraria di Tábor nel 1874. Dallo stesso anno fino al 1878 insegnò scienze naturali a Vidin.
Dopo di che lavorò dapprima come ispettore al Ministero delle Finanze, successivamente come dirigente del Dipartimento del commercio agricolo, dove divenne il primo direttore della Fiera Internazionale agricolo-industriale di Plovdiv.
Negli anni 1906-1908 Georgiev collaborò come capo redattore con il quotidiano politico Balkan Tribune.
Pur mantenendo a lungo contatti con il mondo intellettuale, non dimenticò l'ambiente delle sue origini, ossia la campagna, con la quale conservò uno stretto rapporto.
Mihalaki Georgiev fu l'autore di una serie di opere di ricerca scientifica che costituirono le basi della botanica bulgara contemporanea, della viticoltura e della produzione vinicola contemporanea, tra le quali menzioniamo La vita e le abitudini delle api.
Per quanto riguarda la narrativa, assieme a Todor Vlajkov, risultò essere uno dei più importanti rappresentanti della letteratura populistica.
I suggerimenti per le tematiche affrontate nei suoi racconti, gli derivarono dalla conoscenza della vita quotidiana nella sua zona di nascita, in Bulgaria occidentale.
Se in alcune sue pagine emerge anche una sorta di idealizzazione dei tempi patriarcali, l'argomento principale delle prose è la descrizione approfondita e perspicace dello stato economico delle campagne.
Da sottolineare è la valutazione di Georgiev nei confronti dell'invasore turco, non considerato negativamente o come la personificazione dello sfruttatore.
Ad esempio, nel libro Molla Mutis beg ("Mutis bey il mullah"), il protagonista è un musulmano, che grazie alla sua estrema generosità, manifestata tramite il regalo di un podere a due giovani sposi bulgari, favorisce il matrimonio della coppia, osteggiato dalla famiglia della donna.
Tutti i racconti di Georgiev vennero stampati in una serie di raccolte, tra le quali si possono annoverare S tebesir i vaglen ("Col gesso e col carbone"), Saren spjat ("Mondo variopinto"), Penco Catmakov, Bae Mitar prorokat ("Bae Mitar il profeta"), Ot slo na po-zlo ("Di male in peggio").
L'attività letteraria di Georgiev assunse un ruolo fondamentale anche per la musica: infatti per la prima opera lirica bulgara, musicata da Dimitar Hadzi Georgiev, rappresentata, al suo esordio, nel 1911 al teatro nazionale di Sofia, il libretto fu scritto proprio da Georgiev, che lo ricavò dal suo racconto Tahirbegovica ("La moglie del bey Tahir").